# Edmund Białas
Edmund Białas ps. Kosiba (ur. 15 sierpnia 1919 w Poznaniu, zm. 24 lipca 1991 tamże) – polski piłkarz, zawodnik Lecha Poznań, reprezentant Polski i trener piłkarski. Słynął z niezwykle silnego uderzenia z obu nóg i znakomitej techniki strzału.

## Życiorys

### Dzieciństwo i młodość
Urodził się 15 sierpnia 1919 w Poznaniu jako trzecie dziecko Michała (ur. 1891) i Wiktorii z domu Derezińskiej (ur. 1896). Miał pięcioro rodzeństwa: Irenę (1915-1915), Franciszka (ur. 1916), Feliksa (ur. 1921), Zofię (ur. 1928) i Joannę (ur. 1930). Jego wuj, Stanisław Dereziński był prezesem Lecha Poznań w latach 1926-1933.

### Kariera klubowa
W 1931 rozpoczął treningi w Lechu Poznań. W 1935 zadebiutował w pierwszej drużynie w meczu z Legią Poznań 0:6, również w tym samym roku strzelił pierwszą bramkę w meczu z Ostrovią. W 1947 przyczynił się do awansu Lecha do I ligi, w której zadebiutował 14 marca 1948 w spotkaniu z Widzewem 3:4 w Łodzi, strzelając swego premierowego gola. W latach 1949–1950 tworzył wraz z Teodorem Aniołą i Henrykiem Czapczykiem słynny tercet napastników "A-B-C". Występował na boisku w ataku na pozycji lewego łącznika. Nosił boiskowy przydomek "Kosiba". W 1950 z uwagi na kontuzję kolana zakończył karierę. W ekstraklasie rozegrał 64 spotkania, strzelając 27 bramek. Swój pożegnalny mecz rozegrał w Pucharze Polski, 29 listopada 1950 z Pomorzaninem w Toruniu 0:1. Wcześniej wystąpił w rozgrywkach o wejście do ligi, w których rozegrał 16 meczów, zdobywając 26 goli (1947) oraz w rozgrywkach klasy A Poznańskiego OZPN, w których rozegrał 30 meczów i zdobył 49 goli (1945/46) oraz 7 meczów i 14 goli (1946/47).

### Kariera reprezentacyjna

#### Reprezentacja Poznania
Przed wybuchem wojny zadebiutował w reprezentacji Poznania. W meczach o Puchar Mościckiego, w latach 1937 - 1939 rozegrał 4 mecze i strzelił 1 gola. W rozgrywkach o Puchar Kałuży w latach 1946 - 1949 rozegrał 14 meczów i zdobył 6 goli. 

#### Reprezentacja Polski
W lipcu 1939 został powołany do reprezentacji Polski na mecze z Bułgarią i Jogusławią, jednak z uwagi na rozpoczęcie wojny nie zadebiutował w niej. Jednak w kwietniu 1948 dostąpił owego zaszczytu, co oznaczało, że stał się pierwszym piłkarzem Lecha Poznań, który wystąpił w reprezentacji Polski. W biało-czerwonych barwach rozegrał dwa spotkania 4 kwietnia 1948 w Sofii z Bułgarią 1:1 oraz 18 kwietnia 1948 w Warszawie z Czechosłowacją 3:1.

### Kariera trenerska
W sierpniu 1953 został po raz pierwszy trenerem Lecha Poznań. W kolejnych latach kilkukrotnie prowadził pierwszy zespół (m.in. 1957, 1965-1966, 1969-1972). W okresie od września 1969 do czerwca 1972 Lech pod jego okiem awansował z III ligi do I ligi, odnotowując przy tym rekordową serię 61 spotkań mistrzowskich bez porażki. Po raz ostatni prowadził ligowy zespół Lecha w duecie z Mieczysławem Chudziakiem w roku 1976.

### Śmierć i pogrzeb
Zmarł 24 lipca 1991 w Poznaniu w wieku 71 lat. Został pochowany 31 lipca na cmentarzu na Junikowie w Poznaniu.

## Odznaczenia
- Krzyż Kawalerski Orderu Odrodzenia Polski

## Upamiętnienie
W Poznaniu organizowany jest Memoriał im. Edmunda Białasa, na którym licznie gromadzą się młodzi ludzie, rodzina, media, oraz dawni przyjaciele Edmunda.
Jedna z trybun stadionu miejskiego w Poznaniu nosi imię Edmunda Białasa.